# WWE Draft 2019
WWE Draft 2019 był czternastym draftem amerykańskiej federacji wrestlingu World Wrestling Entertainment. Odbył się 11 października podczas odcinka tygodniówki WWE SmackDown gdzie był emitowany na żywo w Stanach Zjednoczonych za pośrednictwem stacji Fox oraz 14 października podczas odcinka tygodniówki WWE Raw gdzie był emitowany na żywo za pośrednictwem stacji USA Network.

## Zasady draftu
10 października na stronie WWE opublikowano zasady draftu. Ponad 70 wrestlerów, jak także Tag Teamy, mogą być wybrani na Raw lub SmackDown, licząc wszystkich mistrzów z Raw i SmackDown.
Zasady draftu były następujące:
- Maksymalne 30 wyborów może być na odcinku SmackDown, gdzie limit wyborów na odcinku Raw to 41.
- Z racji że odcinek SmackDown trwa 2 godziny, a odcinek Raw 3 godziny za każde 2 wybory na SmackDown, Raw otrzymywał 3 wybory.
- Tag Teamy liczą się jako 1 wybór chyba że FOX lub USA Network chce wybrać tylko jednego członka drużyny.
- Każdy niewybrany zawodnik staje się wolnym agentem i może podpisać z brandem jaki wybierze.

## Przebieg draftu

### SmackDown(11 października)
Podczas pierwszej części draftu 2019 odbyły się cztery rundy draftu. Chief Brand Officer (CBO) WWE Stephanie McMahon, ogłosiła wybory draftu dla każdej rundy.
| Runda | Wybór # | Zawodnik                                                 | Brand przed draftem | Brand po drafcie | Rola                                    | Wybór brandu # |
| ----- | ------- | -------------------------------------------------------- | ------------------- | ---------------- | --------------------------------------- | -------------- |
| 1     | 1       | Becky Lynch                                              | Raw                 | Raw              | Wrestlerka Raw Women’s Champion         | 1              |
| 1     | 2       | Roman Reigns                                             | SmackDown           | SmackDown        | Wrestler                                | 1              |
| 1     | 3       | The O.C. (AJ Styles, Luke Gallows i Karl Anderson)       | Raw                 | Raw              | Stajnia United States Champion (Styles) | 2              |
| 1     | 4       | „The Fiend” Bray Wyatt                                   | Raw                 | SmackDown        | Wrestler                                | 2              |
| 1     | 5       | Drew McIntyre                                            | Raw                 | Raw              | Wrestler                                | 3              |
| 2     | 6       | Randy Orton                                              | SmackDown           | Raw              | Wrestler                                | 4              |
| 2     | 7       | Sasha Banks                                              | Raw                 | SmackDown        | Wrestlerka                              | 3              |
| 2     | 8       | Ricochet                                                 | Raw                 | Raw              | Wrestler                                | 5              |
| 2     | 9       | Braun Strowman                                           | Raw                 | SmackDown        | Wrestler                                | 4              |
| 2     | 10      | Bobby Lashley                                            | Raw                 | Raw              | Wrestler                                | 6              |
| 3     | 11      | Alexa Bliss                                              | Raw                 | Raw              | Wrestler                                | 7              |
| 3     | 12      | Lacey Evans                                              | Raw                 | SmackDown        | Wrestler                                | 5              |
| 3     | 13      | Kevin Owens                                              | SmackDown           | Raw              | Wrestler                                | 8              |
| 3     | 14      | The Revival (Scott Dawson i Dash Wilder)                 | Raw                 | SmackDown        | Tag Team SmackDown Tag Team Champions   | 6              |
| 3     | 15      | Natalya                                                  | Raw                 | Raw              | Wrestlerka                              | 9              |
| 4     | 16      | The Viking Raiders (Erik i Ivar)                         | Raw                 | Raw              | Tag Team                                | 10             |
| 4     | 17      | Lucha House Party (Kalisto, Gran Metalik i Lince Dorado) | Raw                 | SmackDown        | Tag Team                                | 7              |
| 4     | 18      | Nikki Cross                                              | Raw                 | Raw              | Wrestlerka                              | 11             |
| 4     | 19      | Heavy Machinery (Otis i Tucker)                          | SmackDown           | SmackDown        | Tag Team                                | 8              |
| 4     | 20      | Street Profits (Angelo Dawkins i Montez Ford)            | NXT                 | Raw              | Tag Team                                | 12             |

#### Dodatkowe wybory
13 października ogłoszono na stronie WWE dodatkowe 8 wyborów.
| Zawodnik                             | Brand przed draftem | Rola       | Brand po drafcie |
| ------------------------------------ | ------------------- | ---------- | ---------------- |
| Apollo Crews                         | SmackDown           | Wrestler   | SmackDown        |
| The B-Team (Bo Dallas i Curtis Axel) | SmackDown           | Tag Team   | SmackDown        |
| Drew Gulak                           | 205 Live            | Wrestler   | SmackDown        |
| EC3                                  | Raw                 | Wrestler   | Raw              |
| Eric Young                           | Raw                 | Wrestler   | Raw              |
| Heath Slater                         | Raw                 | Wrestler   | SmackDown        |
| Sin Cara                             | SmackDown           | Wrestler   | Raw              |
| Tamina                               | Raw                 | Wrestlerka | SmackDown        |

### Raw(14 października)
Podczas drugiej części draftu 2019 odbyło się sześć rund draftu. Chief Brand Officer (CBO) WWE Stephanie McMahon, ogłosiła wybory draftu dla każdej rundy.
| Runda | Wybór # | Zawodnik                                          | Brand przed draftem  | Brand po drafcie | Rola                                                     | Wybór brandu # |
| ----- | ------- | ------------------------------------------------- | -------------------- | ---------------- | -------------------------------------------------------- | -------------- |
| 1     | 1       | Seth Rollins                                      | Raw                  | Raw              | Wrestler Universal Champion                              | 1              |
| 1     | 2       | Brock Lesnar z Paulem Heymanem                    | Raw                  | SmackDown        | Wrestler i menadżer WWE Champion (Lesnar)                | 1              |
| 1     | 3       | Charlotte Flair                                   | SmackDown            | Raw              | Wrestlerka                                               | 2              |
| 1     | 4       | The New Day (Big E, Kofi Kingston i Xavier Woods) | SmackDown            | SmackDown        | Stajnia                                                  | 2              |
| 1     | 5       | Andrade i Zelina Vega                             | SmackDown            | Raw              | Wrestler i menadżerka                                    | 3              |
| 2     | 6       | The Kabuki Warriors (Asuka i Kairi Sane)          | SmackDown            | Raw              | Tag Team Women’s Tag Team Champions                      | 4              |
| 2     | 7       | Daniel Bryan                                      | SmackDown            | SmackDown        | Wrestler                                                 | 3              |
| 2     | 8       | Rusev                                             | SmackDown            | Raw              | Wrestler                                                 | 5              |
| 2     | 9       | Bayley                                            | SmackDown            | SmackDown        | Wrestlerka SmackDown Women’s Champion                    | 4              |
| 2     | 10      | Aleister Black                                    | SmackDown            | Raw              | Wrestler                                                 | 6              |
| 3     | 11      | Cedric Alexander                                  | Raw                  | Raw              | Wrestler                                                 | 7              |
| 3     | 12      | Shinsuke Nakamura i Sami Zayn                     | SmackDown (Nakamura) | SmackDown        | Wrestler i menadżer Intercontinental Champion (Nakamura) | 5              |
| 3     | 12      | Shinsuke Nakamura i Sami Zayn                     | Raw (Zayn)           | SmackDown        | Wrestler i menadżer Intercontinental Champion (Nakamura) | 5              |
| 3     | 13      | Humberto Carrillo                                 | 205 Live             | Raw              | Wrestler                                                 | 8              |
| 3     | 14      | Ali                                               | SmackDown            | SmackDown        | Wrestler                                                 | 6              |
| 3     | 15      | Erick Rowan                                       | SmackDown            | Raw              | Wrestler                                                 | 9              |
| 4     | 16      | Buddy Murphy                                      | SmackDown            | Raw              | Wrestler                                                 | 10             |
| 4     | 17      | Dolph Ziggler i Robert Roode                      | SmackDown (Ziggler)  | SmackDown        | Tag Team                                                 | 7              |
| 4     | 17      | Dolph Ziggler i Robert Roode                      | Raw (Roode)          | SmackDown        | Tag Team                                                 | 7              |
| 4     | 18      | Jinder Mahal                                      | SmackDown            | Raw              | Wrestler                                                 | 11             |
| 4     | 19      | Carmella                                          | SmackDown            | SmackDown        | Wrestlerka                                               | 8              |
| 4     | 20      | R-Truth                                           | SmackDown            | Raw              | Wrestler 24/7 Champion                                   | 12             |
| 5     | 21      | Samoa Joe                                         | Raw                  | Raw              | Wrestler                                                 | 13             |
| 5     | 22      | The Miz                                           | Raw                  | SmackDown        | Wrestler                                                 | 9              |
| 5     | 23      | Akira Tozawa                                      | 205 Live             | Raw              | Wrestler                                                 | 14             |
| 5     | 24      | King Corbin                                       | Raw                  | SmackDown        | Wrestler                                                 | 10             |
| 5     | 25      | Shelton Benjamin                                  | SmackDown            | Raw              | Wrestler                                                 | 15             |
| 6     | 26      | Rey Mysterio                                      | Raw                  | Raw              | Wrestler                                                 | 16             |
| 6     | 27      | Shorty Gable                                      | SmackDown            | SmackDown        | Wrestler                                                 | 11             |
| 6     | 28      | Titus O’Neil                                      | Raw                  | Raw              | Wrestler                                                 | 17             |
| 6     | 29      | Elias                                             | SmackDown            | SmackDown        | Wrestler                                                 | 12             |
| 6     | 30      | Liv Morgan                                        | SmackDown            | Raw              | Wrestlerka                                               | 18             |

#### Dodatkowe wybory
16 października ogłoszono na WWE The Bump oraz na stronie WWE dodatkowe 10 wyborów.
| Zawodnik                                     | Brand przed draftem | Rola                                 | Brand po drafcie |
| -------------------------------------------- | ------------------- | ------------------------------------ | ---------------- |
| Cesaro                                       | Raw                 | Wrestler                             | SmackDown        |
| Curt Hawkins i Zack Ryder                    | Raw                 | Tag Team                             | Raw              |
| Dana Brooke                                  | Raw                 | Wrestlerka                           | SmackDown        |
| Drake Maverick                               | 205 Live            | Wrestler Generalny menadżer 205 Live | SmackDown        |
| Fire and Desire (Mandy Rose i Sonya Deville) | SmackDown           | Tag Team                             | SmackDown        |
| The IIconics (Billie Kay i Peyton Royce)     | SmackDown           | Tag Team                             | Raw              |
| Luke Harper                                  | SmackDown           | Wrestler                             | SmackDown        |
| Mojo Rawley                                  | Raw                 | Wrestler                             | Raw              |
| No Way Jose                                  | Raw                 | Wrestler                             | Raw              |
| Sarah Logan                                  | Raw                 | Wrestlerka                           | Raw              |